# SGバロックシュタット・フルダ＝レーネルツ
SGバロックシュタット・フルダ＝レーネルツ（SG Barockstadt Fulda-Lehnerz、正式名称: Sportgemeinschaft Barockstadt Fulda-Lehnerz e.V.）は、ドイツ・ヘッセン州・フルダレーネルツ地区を本拠地とするサッカークラブチーム。

## 歴史
1965年12月2日に創設し、TSVレーネルツとして結成。1年後の1966年に公式サッカーに参入した。クラブの歴史の最初の30年間は、地元サッカーの目立たないアマチュアチームとして過ごした。
1997年、ドイツの5部リーグ・ランデスリーガ・ヘッセン＝ノルトへ昇格を果たし、初めてのヘッセンリーガの上位リーグに昇格した。
2009年、ランデスリーガ・ヘッセン＝ノルトはフェアバンツリーガ・ヘッセン＝ノルトに改名された。
その後16シーズンをこのレベルでプレーし、概ね好成績を収め、順位表の上位半分に入った。2007年と2012年に準優勝したが、いずれの年も昇格を逃した。
2012-13シーズン、フェアバンツリーガ・ヘッセン＝ノルトを優勝し、5部リーグ・ヘッセンリーガに昇格した。
2014-15シーズン、ヘッセンリーガ準優勝し、レギオナルリーガ・ズュートヴェストへの昇格ラウンドに参加する権利を獲得した。2回の引き分けの後、クラブは昇格を逃し、代わりにバーリンガーSCが昇格した。
2018年4月、ヘッセンリーガから撤退したが協会としては存続し、ユースチームの提供を継続していたボルシア・フルダの男子トップチームを買収した。
2018年7月1日、TSVレーネルツからSGバロックシュタット・フルダ＝レーネルツを改名し、新しいロゴとクラブカラーを採用し、バロックシュタットという名前が加わったことで、フルダ市とのつながりが強調された。
2021-22シーズン、ヘッセンリーガ優勝し、レギオナルリーガ・ズュートヴェストに昇格を果たした。

## タイトル

### 国内タイトル
- フェアバンツリーガ・ヘッセン＝ノルト（英語版）：1回
  - 優勝：2012-13
  - 準優勝：2006-07, 2011-12

- ヘッセンリーガ：2回
  - 優勝：2020-21, 2021-22
  - 準優勝：2014-15

### 国際タイトル
- なし

## 過去の成績
| シーズン | リーグ戦                             | リーグ戦 | リーグ戦 | リーグ戦 | リーグ戦 | リーグ戦 | リーグ戦 | リーグ戦 | リーグ戦 | DFBポカール |
| シーズン | ディビジョン                         | 試       | 勝       | 分       | 敗       | 得       | 失       | 点       | 順位     | DFBポカール |
| -------- | ------------------------------------ | -------- | -------- | -------- | -------- | -------- | -------- | -------- | -------- | ----------- |
| 2001-02  | ランデスリーガ・ヘッセン＝ノルト     | 30       | 14       | 4        | 12       | 67       | 49       | 46       | 8位      |             |
| 2002-03  | ランデスリーガ・ヘッセン＝ノルト     | 30       | 16       | 6        | 8        | 67       | 45       | 54       | 4位      |             |
| 2003-04  | ランデスリーガ・ヘッセン＝ノルト     | 32       | 13       | 8        | 11       | 59       | 66       | 47       | 6位      |             |
| 2004-05  | ランデスリーガ・ヘッセン＝ノルト     | 30       | 19       | 3        | 8        | 66       | 39       | 60       | 3位      |             |
| 2005-06  | ランデスリーガ・ヘッセン＝ノルト     | 30       | 11       | 6        | 13       | 53       | 45       | 39       | 8位      |             |
| 2006-07  | ランデスリーガ・ヘッセン＝ノルト     | 34       | 19       | 8        | 7        | 67       | 35       | 65       | 2位      |             |
| 2007-08  | ランデスリーガ・ヘッセン＝ノルト     | 34       | 16       | 10       | 8        | 83       | 47       | 58       | 5位      |             |
| 2008-09  | フェアバンツリーガ・ヘッセン＝ノルト | 34       | 16       | 6        | 12       | 72       | 52       | 54       | 7位      |             |
| 2009-10  | フェアバンツリーガ・ヘッセン＝ノルト | 36       | 20       | 8        | 8        | 84       | 52       | 68       | 3位      |             |
| 2010-11  | フェアバンツリーガ・ヘッセン＝ノルト | 34       | 18       | 4        | 12       | 75       | 58       | 58       | 6位      |             |
| 2011-12  | フェアバンツリーガ・ヘッセン＝ノルト | 34       | 21       | 7        | 6        | 90       | 42       | 70       | 2位      |             |
| 2012-13  | フェアバンツリーガ・ヘッセン＝ノルト | 34       | 31       | 3        | 0        | 133      | 18       | 96       | 1位      |             |
| 2013-14  | ヘッセンリーガ                       | 36       | 15       | 12       | 9        | 62       | 47       | 57       | 4位      |             |
| 2014-15  | ヘッセンリーガ                       | 32       | 18       | 7        | 7        | 63       | 28       | 61       | 2位      |             |
| 2015-16  | ヘッセンリーガ                       | 32       | 16       | 9        | 7        | 59       | 38       | 57       | 3位      |             |
| 2016-17  | ヘッセンリーガ                       | 32       | 13       | 10       | 9        | 59       | 54       | 49       | 7位      |             |
| 2017-18  | ヘッセンリーガ                       | 32       | 19       | 9        | 4        | 82       | 41       | 66       | 3位      |             |
| 2018-19  | ヘッセンリーガ                       | 32       | 16       | 4        | 12       | 70       | 51       | 52       | 5位      |             |
| 2019-20  | ヘッセンリーガ                       | 22       | 12       | 6        | 4        | 55       | 23       | 42       | 4位      |             |
| 2020-21  | ヘッセンリーガ                       | 12       | 11       | 0        | 1        | 31       | 6        | 33       | 1位      |             |
| 2021-22  | ヘッセンリーガ                       | 20       | 14       | 3        | 3        | 45       | 21       | 45       | 1位      |             |
| 2022-23  | レギオナルリーガ・ズュートヴェスト   | 34       | 9        | 13       | 12       | 47       | 50       | 40       | 11位     |             |
| 2023-24  | レギオナルリーガ・ズュートヴェスト   | 34       | 15       | 6        | 13       | 50       | 44       | 51       | 7位      |             |
| 2024-25  | レギオナルリーガ・ズュートヴェスト   |          |          |          |          |          |          |          |          |             |

## 現所属メンバー
2024年9月25日現在
注：選手の国籍表記はFIFAの定めた代表資格ルールに基づく。
| No. | Pos. |            | 選手名                      |
| --- | ---- | ---------- | --------------------------- |
| 1   | GK   | ドイツ     | ヤニック・ホルツ            |
| 2   | DF   | アルバニア | アルリンド・イリヤジ ()     |
| 3   | MF   | ブラジル   | エリック・ガニメ ()         |
| 4   | DF   | ドイツ     | ミリアン・ハーバーメール () |
| 6   | DF   | オランダ   | クリント・エセルス          |
| 7   | FW   | ドイツ     | ニルス・フィッシャー        |
| 8   | MF   | ドイツ     | レオン・ポムニッツ          |
| 9   | FW   | ドイツ     | モリッツ・ラインハルト      |
| 10  | FW   | ドイツ     | ティム・コルズチェック      |
| 11  | MF   | ドイツ     | トビアス・ゲーベル          |
| 13  | MF   | ドイツ     | パトリック・シャーフ ()     |
| 14  | FW   | ドイツ     | マリウス・ケール            |
| 15  | DF   | ドイツ     | マリウス・グレッシュ        |
| 16  | MF   | ドイツ     | マリウス・レービッヒ        |

| No. | Pos. |          | 選手名                     |
| --- | ---- | -------- | -------------------------- |
| 17  | FW   | ドイツ   | マックス・リンデマン       |
| 18  | FW   | ドイツ   | モリッツ・ディットマン     |
| 19  | MF   | ブラジル | マテウス・ビエル ()        |
| 20  | DF   | ドイツ   | ケビン・ヒルマン           |
| 21  | DF   | ドイツ   | アーロン・フレイ           |
| 22  | DF   | ドイツ   | セバスティアン・シュミット |
| 23  | MF   | スペイン | ミゲル・カロ               |
| 24  | MF   | オランダ | ブライアン・キャンプマン   |
| 25  | GK   | スペイン | サミュエル・サピコ         |
| 27  | FW   | ドイツ   | タハ・アクス               |
| 28  | FW   | スペイン | ダビド・コスタ             |
| 29  | FW   | ドイツ   | ケルビン・オヌイグウェ     |
| 31  | GK   | ドイツ   | ティモ・ウルピンズ         |
| 32  | DF   | ドイツ   | キアヌ・クラフト           |

※括弧内の国旗はその他の保有国籍を示す。
監督
- ダニエル・チメン（英語版）

### ローン移籍選手
in
注：選手の国籍表記はFIFAの定めた代表資格ルールに基づく。
| No. | Pos. |          | 選手名                                              |
| --- | ---- | -------- | --------------------------------------------------- |
| 27  | FW   | ドイツ   | タハ・アクス (1.FCシュヴァインフルト05)             |
| 7   | FW   | ドイツ   | ニルス・フィッシャー (TSVショット・マインツ)        |
| 10  | FW   | ドイツ   | ティム・コルズチェック (ヴッパーターラーSVボルシア) |
| 24  | MF   | オランダ | ブライアン・キャンプマン (1.FCボホルト)             |
| 28  | FW   | スペイン | ダビド・コスタ (FSV1926フェルンヴァルト)            |

| No. | Pos. |          | 選手名                                               |
| --- | ---- | -------- | ---------------------------------------------------- |
| 31  | GK   | ドイツ   | ティモ・ウルピンズ (VfBシュトゥットガルトU19)        |
| 23  | MF   | スペイン | ミゲル・カロ (アトレティコ・サンルケーニョCF U19)    |
| 32  | DF   | ドイツ   | キアヌ・クラフト (1.FSVマインツ05 II)                |
| 29  | FW   | ドイツ   | ケルビン・オヌイグウェ (SSVヤーン・レーゲンスブルク) |

out
注：選手の国籍表記はFIFAの定めた代表資格ルールに基づく。
| No. | Pos. |            | 選手名                                      |
| --- | ---- | ---------- | ------------------------------------------- |
| --  | MF   | ルーマニア | レオン・ペト (FC08ホンブルク) ()            |
| --  | DF   | ドイツ     | ヘンドリック・ハンセン (ヴュルツブルガーFV) |
| --  | FW   | ドイツ     | ルイス・フックス (KSVバウナタール)          |
| --  | GK   | ドイツ     | ヤニス・モール (ヒュンフェルダーSV)         |
| --  | DF   | ドイツ     | クリスティアン・ガウダーマン (無所属)       |

| No. | Pos. |            | 選手名                                                                 |
| --- | ---- | ---------- | ---------------------------------------------------------------------- |
| --  | MF   | ドイツ     | ジャン・ルカ・トラベルト (SGバロックシュタット・フルダ＝レーネルツ II) |
| --  | MF   | ドイツ     | デニス・オウス (SGVフライベルク) ()                                    |
| --  | FW   | スロベニア | ガル・グロベルニク (SGVフライベルク)                                   |
| --  | MF   | ドイツ     | ニコ・リンデルネクト (TSVアイントラハト・シュタットアレンドルフ)       |
| --  | FW   | オランダ   | デラノ・ゴーダ (SVスパケンブルフ)                                      |

## 歴代監督
- バルド・ヒルシュ 2006.7-2009.9
- ロルフ・ゴリン 2010-2012
- ヘンリー・レッサー（英語版） 2012.7-2016.7
- マルコ・ローセ 2016.8-2018.6
- アルフレッド・カミンスキー（英語版） 2018.7-2018.10
- セダト・ギョレン 2018.10-2024.8
- ヤシン・コカテペ（英語版） (暫定) 2024.8-2024.9
- ダニエル・チメン（英語版） 2024.9-

## 歴代所属選手

### GK
- マリオ・ゲルシュタング 2002-2006
- ダニエル・フライドホフ 2005-2008
- マルセル・ブルム 2008-2011
- ダヴィド・シュヴァルツ 2011-2013
- アイクト・バヤル 2012-2020
- ベネディクト・カイザー 2013-2021
- ティム・クリーマン 2018-2019
- ケナン・ムイェジノヴィッチ 2018-2019
- トビアス・ヴォルフ（英語版） 2018-2023
- イゴル・マルコヴィッチ 2021-2022
- サミュエル・サピコ 2022-
- ヤニス・モール 2022-2024
- ヤニック・ホルツ 2023-
- ティモ・ウルピンズ 2024-

### DF
- ティモ・クレー 2004-2008
- ドミニク・メラー 2006-2011
- マヌエル・シュトッベ 2006-2011
- アレイン・チェンクリ・ヌゴコ 2007-2011
- サシャ・フィードラー 2010-2013
- セバスティアン・クレス 2011-2017
- ヤン・シェーファー 2011-2014
- ダヴィド・ベッテンドルフ 2012-2013, 2014-2015
- ヤン・ノイベルク 2012-2013
- セバスティアン・バーテル 2013-2016, 2017-2018
- ユリアン・ペックス 2013-2018, 2019-2022
- セバスティアン・ソネンバーガー 2015-2021
- クリスティアン・エッカーリン（ドイツ語版） 2015-2016
- キルス・リステフスキ 2016-2017
- ニコラ・ミランコヴィッチ（英語版） 2017-2018
- マルセル・デュッカー 2017-2018
- ミゲル・トルクアトロ 2018-2020
- ドミニク・クルイェネック 2018-2020
- マルクス・グレーガー（英語版） 2018-2022
- ベンジャミン・フス（英語版） 2018-2021
- ケビン・ヒルマン 2018-
- フェリックス・シュッツ 2020-2021
- マリウス・グレッシュ（英語版） 2021-
- クリスティアン・ガウダーマン 2022-2024
- アーロン・フレイ 2022-
- ロビン・ファビンスキ 2022-2023
- ヨナス・ヤコブ 2022-2023
- セバスティアン・シュミット 2023-
- ミリアン・ハーバーメール 2023-
- マクシミリアン・バッハマン 2023-2024
- ヘンドリック・ハンセン（英語版） 2023-2024
- クリント・エセルス 2024-
- キアヌ・クラフト 2024-
- アルリンド・イリヤジ 2024-

### MF
- ロマン・ムシル 2000-2004
- トルステン・ビーデンバッハ 2005-2006
- アウレル・コスタシュ 2008-2015
- パウル・ホフマン 2009-2011
- ケヴィン・シュテウダー 2009-2015
- パトリック・レッサー 2009-2017
- サシャ・デッチャー 2009-2012
- イェンス・ケイム 2009-2012
- デニス・ヌスパヒッチ 2009-2014
- ミヒャエル・ガイアー 2010-2012
- コナー・ハンロン 2010-2012
- ケマル・サルヴァン 2012, 2013-2018
- パトリック・シャーフ 2012-
- ピエール・ミストレッタ 2012-2018
- ヤン=ヘンリック・ヴォルフ 2012-2014
- ヤン=ニクラス・ヨルダン 2013-2016, 2016-2020
- チノ・シュワブ 2013-2014
- ニクラス・オーデンヴァルト 2013-2020
- ニクラス・ブロイヌング 2013-2017, 2019-2021
- アンドレ・フォークト 2014-2018
- レナト・トゥシャ 2014-2017
- レオン・ポムニッツ 2014-2015, 2018-
- ミヒャエル・ウィーガンド 2014-2015
- アレクサンダー・リース 2015-2018
- ルーカス・マーヴィン・フリードリヒ 2016-2017
- アンドレ・ヘア 2016-2017
- クリストフ・シュテルンスタイン 2016-2018
- トビアス・ゲーベル 2017-2018, 2020-
- マリウス・ストラングル（英語版） 2017-2019
- アントニオ・ブラボー＝サンチェス 2017-2018
- ヨム・ユシン 2017-2018
- マティヤ・ポレドスキ 2018-2019
- マルケル・モシュチュ（英語版） 2018-2019
- デニス・ミュラー 2018-2023
- アンドレ・フリース（英語版） 2019-2020
- ヤン・フォーゲル 2020-2023
- マリウス・レービッヒ 2020-
- トルガ・デュラン 2020-2023
- ジェマル・カッサ 2020-2022
- ニクラス・ブーデスハイム 2021-2022
- ヨハネス・ホフマン 2021-2022
- レオン・ヴィトケ 2021-2022
- アキフ・コバック 2022
- ドミニク・ヴュスト 2022-2023
- エリック・ガニメ 2022-
- アルミール・ジガ 2022-2023
- ヨナス・プファルツ 2022-2023
- ヤン・ルトケ 2022-2024
- アーニス・ムラジ 2022-2023
- ユヌス・エムレ・コチャ 2022-2023
- ルカ・ガリッチ 2022-2023
- デニス・オウス 2023-2024
- ニコ・リンデルネクト（英語版） 2023-2024
- マテウス・ビエル 2023-
- ジャン・ルカ・トラベルト 2023-2024
- レオン・ペト 2023-2024
- ミゲル・カロ 2024-
- ブライアン・キャンプマン（英語版） 2024-

### FW
- ラース・ホフマン 2005-2009
- ダニエル・シルマー 2005-2006
- デニス・ゾルク 2007-2015
- エリック・フランク 2008-2010
- スタニスラフ・シラジ 2008-2014
- ピーター・ジョン 2012-2013
- ドミニク・ランメル 2013-2016, 2018-2023
- マレク・ウェーバー 2013-2016
- セバスティアン・イェスル 2013-2014
- ミルコ・タニッチ 2014
- ダヴィド・ウォルニー 2015-2019
- スティーブン・フォン・デア・ブルク 2016-2018
- マルセル・トレーグラー 2016-2022
- オスマン・オズリュク 2017-2018
- パトリック・ブロシュク 2018-2020
- クリストファー・ビーバー（英語版） 2018-2019
- ベンジャミン・トリュムナー（英語版） 2018-2019
- フロリアン・ミュンケル 2018-2019
- イヴ・ベトラー 2019-2021
- フセイン・チャクマク 2020-2021
- モリッツ・ラインハルト 2021-
- マクセンス・ベル・ベル 2022
- ルイス・フックス 2022-2024
- ウィル・シアカム 2022-2023
- ガル・グロベルニク 2023-2024
- マリウス・ケール（英語版） 2023-
- モリッツ・ディットマン 2023-
- デラノ・ゴーダ（英語版） 2024
- タハ・アクス 2024-
- ニルス・フィッシャー 2024-
- ダビド・コスタ 2024-
- ティム・コルズチェック 2024-
- ケルビン・オヌイグウェ（ドイツ語版） 2024-
- マックス・リンデマン 2024-